# AN/SPY-1

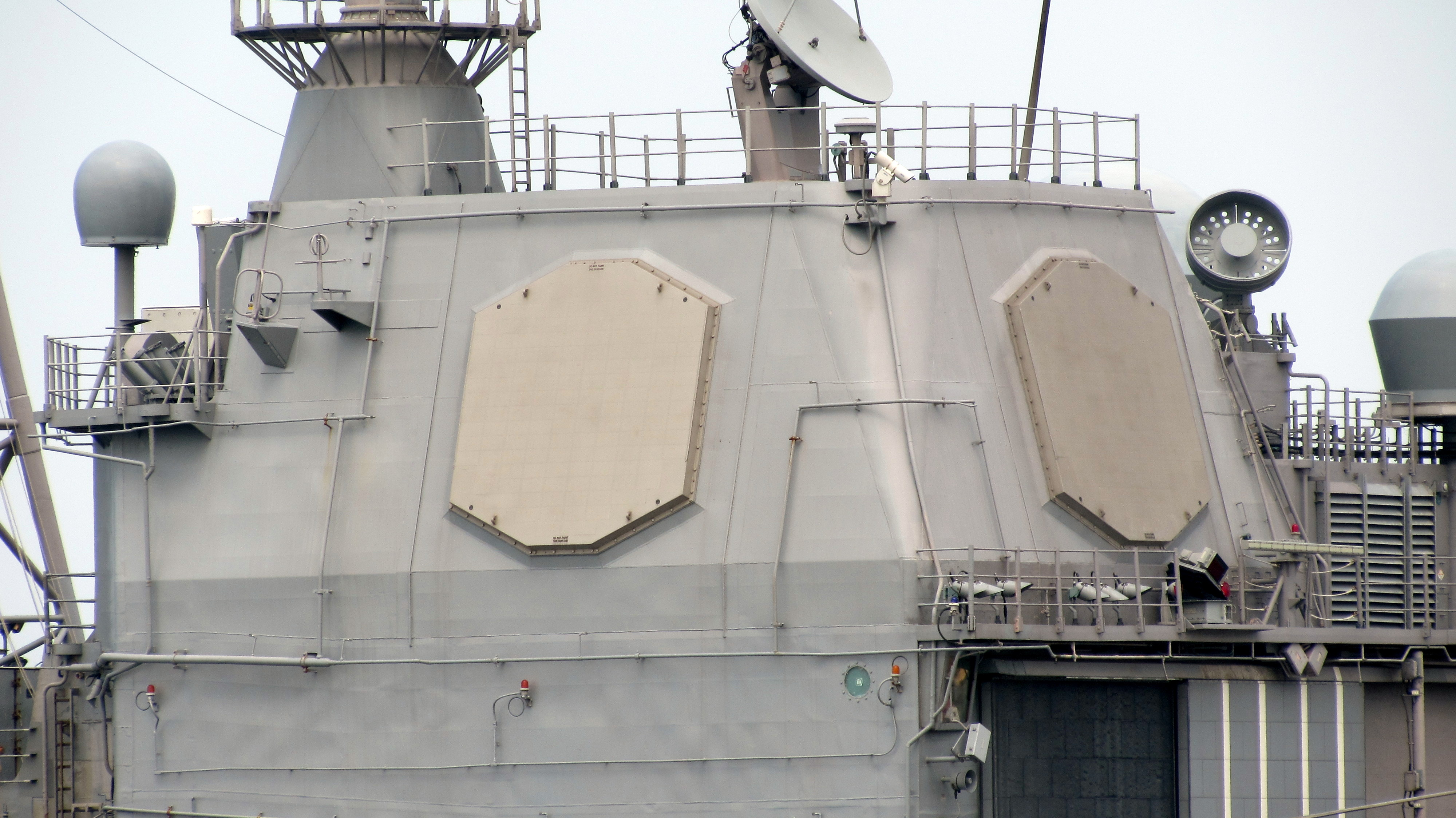
Antennes AN/SPY-1 du croiseur USS Antietam (CG-54).

L' AN/SPY-1 est un système de radar tridimensionnel à balayage électronique naval américain fabriqué par Lockheed Martin à antenne passive et constitue le cœur du système de combat anti-aérien Aegis.
Un système entièrement complet capable de traiter toutes les phases de la menace, depuis la détection automatique, l’identification, le suivi multiple et la destruction de la menace par un missile anti-aérien ou antimissile de la famille des Standard Missile), placés dans des silos de lancement verticaux ou sur la rampe de lancement du bâtiment porteur.
L'ordinateur du système contrôle les quatre antennes du système afin d'assurer une couverture sur 360 degrés. Le prototype du système a été installé en 1973 sur l' USS Norton Sound, puis est entré en service actif en 1983 sur l'USS Ticonderoga dans la version initiale SPY-1A, puis sur les unités suivantes de la classe jusqu'à l'unité CG-58. La version améliorée AN/SPY-1B est apparue à partir de l'USS Princeton en 1986 jusqu'à la dernière unité de la série CG-73 puis mise à jour avec l'AN/SPY-1B(V).
Il est également utilisé dans des bases antimissiles à terre depuis les années 2010.
Son successeur désigné est le AN/SPY-6 fabriqué par Raytheon qui équipe les nouveaux destroyers américains à partir des années 2020.

## Description
Le premier modèle de production en série, le SPY-1 forme la configuration de base de tous les radars de la famille SPY-1. Le SPY-1A a quatre antennes octogonales composées de 148 modules répartis dans deux roufs . Le besoin de puissance de SPY-1A est quatre fois supérieur à celui de l' AN/SPS-48 et SPY-1 est contrôlé par le calculateur AN/UYK-7 
Le SPY-1A est une évolution de la version SPY-1, réalisée à la suite du déploiement de l'USS Ticonderoga (CG-47) sur la côte Libanaise. Le taux de fausses alarmes enregistrées était élevé parce que le radar était trompé par des essaims d'insectes et le terrain montagneux. La solution adoptée incluant la réécriture de 10 % du logiciel, soit environ trente mille lignes de codes, permet à l'opérateur de modifier la sensibilité du radar périodiquement selon le niveau de la menace et par secteur et en fonction de l'environnement.
Le SPY-1B est le modèle adoptant la technologie d'intégration à très grande échelle, offrant une amélioration des performances et la réduction de la taille et de la masse du radar ainsi qu'une capacité de contrer des missiles antinavires à trajectoire finale plongeante.
Le SPY-1B(V) est une évolution du SPY-1B mis en service en 1997 et permettant d'indiquer le déplacement de la cible.
Le SPY-1D est une évolution du SPY-1B équipée du calculateur UKY-43 destinée initialement aux destroyers Arleigh Burke à partir de 1991. L'ensemble de l'antenne est installée dans un unique rouf. L'antenne principale est également utilisée pour échanger des informations avec les missiles en vol.
Le SPY-1D(V), est une version pour combat littorale introduite en 1998.
Le SPY-1E SBAR (S Bande de la Matrice Active) est le seul modèle actif multi éléments de la série SPY-1, et il a été rebaptisé comme ESPION-2, par la suite développé en VSR. SPY-1E utilise des composants pris sur étagère (acronyme COTS en anglais) des sous-systèmes et une seule face de la démonstration de l'unité a été construite en 2004. La masse de l'antenne reste le même, mais la masse au-dessous du pont est considérablement réduite.
SPY-1F FARS (frégate array radar system) est une version plus petite de la 1D conçue pour s'adapter à des frégates. Il n'est pas utilisé par l'US Navy, mais a été exporté vers la Norvège. L'origine de l'ESPION-1F peut être retracée à la FARS proposée à la marine ouest-allemande dans les années 1980. La taille de l'antenne de SPY-1F est réduite à partir de l'original 12 pi avec 4350 éléments de 8 pi avec 1856 éléments, et la gamme est de 54 % de la SPY-1D.
SPY-1F(V) est un dérivé de SPY-1F avec l'amélioration de la capacité contre des objectifs du littoral et des missiles de croisière, avec plus de capacités multimissions.
SPY-1K est la plus petite version du radar actuellement proposée, basée sur la même architecture que les 1D et 1F. Il est conçu pour être utilisé sur de très petites embarcations comme les corvettes, où l'ESPION-1F serait trop grande. La taille de l'antenne est réduite à 5 ft avec 912 éléments. ainsi, en 2007, aucun n'est en service, même si le radar est incorporé dans la conception de la Corvette[Quoi ?],.

## Variantes
- AN/SPY-1: Prototypes, l'USS Norton Sound (AVM-1).
- AN/SPY-1: Ticonderoga-classe de croiseurs jusqu'au CG-58.
- AN/SPY-1B: Ticonderoga-classe de croiseurs à partir du CG-59. 12 pieds de diamètre[5].
- AN/SPY-1 B(V): Mise à niveau -1B version, adaptée à CG-59 et.
- AN/SPY-1D: Variante de -1B conçue pour les destroyers de classe Arleigh Burke, JDS Kongō et les frégates de la classe l'Armada espagnole Álvaro de Bazán.
- AN/SPY-1D(V): modernisation des Radars au -1D variante pour DDG 51 Vol IIA, JDS Atago-destroyers de la classe, ROKN Roi Sejong le Grand-destroyer de classe (KDX-III) et des frégates de l'Armada espagnole F-105.
- AN/SPY-1F: version plus petite de l'-1D conçue pour s'adapter à des frégates. Installée sur les frégates de la classe RNoN Fridtjof Nansen. 8 pieds de diamètre.
- AN/SPY-1K: la plus petite version du radar proposée, destinée à s'insérer dans des navires de la taille d'une corvette. Aucune n'est actuellement en service.

## Spécification
Les spécifications suivantes s'appliquent à la série SPY-1A/B/D.
- Taille: 12 pieds octogone
- Poids au-dessus du pont (lb): 13,030 par face
- Poids au-dessous du pont (lb):131,584
- Portée (nm): 175, 45 contre la mer,
- Cibles simultanément l'objet d'un suivi: 200 chaque tableau, 800 au total.
- Bande: bande S (3.1 – 3.5 GHz)
- Soutenue cohérente de la bande passante (MHz): 10
- Instantanée de la bande passante (MHz): 40
- Faisceau (°): 1.7 x 1.7
- Puissance de pointe (MW): 4 – 6
- La puissance moyenne (kW): 58
- Gain (dB):42
- Largeur d'impulsion (microseconde): 51, 25.4, 12.7, & 6.4
- Impulsion de compression: 128:1
- PRF: variable
- Vitesse de balayage (scan/min): 1 (horizon), 12 (au-dessus de l'horizon)

## Opérateurs
- Australie: Destroyers de la classe Hobart
- Japon: Destroyers des classes Kongō et Atago,
- Norvège: Frégates de la classe Fridtjof Nansen
- Espagne: Frégates de la classe Álvaro de Bazán
- Corée du Sud: Destroyers de la classe Sejong le Grand
- États-Unis: Croiseurs de la classe Ticonderoga et destroyers la classe Arleigh Burke